# Willi Handl
Willi Handl, eigentlich Siegmund Wilhelm Handl, (* 12. Februar 1872 in Wien; † 26. Mai 1920 in Berlin) war ein österreichischer Schriftsteller und Theaterkritiker in Wien, Prag und Berlin. In den Jahren 1905–1916 war er Mitarbeiter der Schaubühne. Ab 1906 fungierte er auch als zweiter Geschäftsführer des Wiener Verlags von Fritz Freund.

## Werke
- Julius Bab, Willi Handl: Deutsche Schauspieler. Porträts aus Berlin und Wien. Mit 16 Bildern. Berlin 1908
- Hermann Bahr. Berlin 1913
- Oesterreich und der deutsche Geist. (Franz Grillparzer). Konstanz 1915
- (mit Julius Bab): Wien und Berlin: Vergleichendes zur Kulturgeschichte der beiden Hauptstädte Mitteleuropas, Berlin, Oesterheld 1918 (mehrere andere Auflagen)
- Die Flamme. Roman. Berlin 1920